# Абиз (рудник)
Абиз (рудник) – гірничодобувне підприємство у Карагандинській області Казахстану, яке веде розробку золото-поліметалічного родовища.
Родовище виявили в 1973 році та дорозвідали до 1993-го. В 2006-му тут почав роботу рудник, отримана на якому продукція спрямовується на Карагайлинську збагачувальну фабрику. За 9 місяців 2009-го тут отримали 362 тисячі тон руди.
Первісно роботи велись на східній ділянці родовища за допомогою кар’єру, який у 2014-му досягнув глибини 150 метрів, після чого відбувся перехід на підземний метод розробки. В 2020-му почалась розробка західної ділянки, що дозволило в тому ж році вийти на показник видобутку у 666 кг золота, 5,5 тисяч тон міді та 10 тон срібла.
Станом на початок 2022 року балансові запаси руди родовища оцінювались у 5 млн тон, при цьому анонсували плани спільної розробки Західної та Східної ділянок підземним способом до 2032 року із річною потужністю до 0,6 млн тон. Вивіз руди на поверхню передбачається за допомогою транспортного ухилу, а на додачу до існуючої шахти (стовбура) «Повітряподаюча» хочуть спорудити шахту «Вентиляційна-Північна». 
Розробку Абиз веде корпорація «Казахмис».